# Inkhundla Mahlangatja
L'Inkhundla Mahlangatja è uno dei sedici tinkhundla del distretto di Manzini, nello Swaziland.

## Geografia antropica

### Suddivisioni amministrative
L'Inkhundla è suddiviso nei 10 seguenti imiphakatsi: Bhahwini, Ebuseleni, Eludvondvolweni, Eluzelweni, Emambatfweni, Empolonjeni, Kazulu, Mgomfelweni, Nsangwini, Sigcineni.